# Песчанский (Павлодарская область)
Песчанский (каз. Песчанский) — упразднённое село в Теренкольском районе Павлодарской области Казахстана. Входило в состав Песчанского сельского округа. Ликвидировано в 2015 г. Код КАТО — 554863400.

## Население
В 1999 году население села составляло 607 человек (298 мужчин и 309 женщин). По данным переписи 2009 года, в селе проживало 1240 человек (592 мужчины и 648 женщин).